# Dyet
Dyet o Uadye "serpiente", fue el cuarto faraón de la dinastía I de Egipto, c. 2941-2930 a. C.
Manetón le denomina Uenefes y le atribuye 23 años (Sexto Julio Africano) o 42 años (Eusebio de Cesarea) de reinado. Según la versión armenia de Eusebio, Vavenefis reinó 42 años. Su reinado estaba incluido en la parte dañada (y por tanto perdida) de la Piedra de Palermo.
En tiempos de Dyet vivía un personaje, Merytneith, conocido por su tumba en Abidos. Posiblemente Meritneith era la esposa del faraón Dyer y la madre de Dyet y Den. Así ella sería regente en el primer período del reinado de Den.
Manetón comenta que en su época una gran hambruna habría asolado a Egipto. 
Hizo expediciones fuera de Egipto y se han encontrado huellas de su paso por el desierto arábigo, en el camino que conduce al mar Rojo. Durante su reinado se hicieron grandes avances en el arte y la artesanía.

## Construcciones
Manetón (según Africano y Eusebio) dice que ordenó construir unas pirámides próximas a Kokome, localidad que se ha identificado con Saqqara.
El lugar de su sepultura es la tumba Z en la necrópolis de Umm el-Qaab, en Abidos. Tiene pequeñas habitaciones que rodean la cámara funeraria dentro del propio edificio, una característica de las mastabas. Fuera de ella se encontró una estela de dos metros que marcaba el lugar donde los visitantes debían rendir homenaje. La esposa de Dyet se llamaba Herneith, con la cual no pudo procrear ningún heredero, por eso al morir el trono pasó a su hermano menor Den.

## Testimonios de su época
- Tumba Z en Abidos, la tumba del rey y el recinto para el culto del rey
- Impresiones de sello de la mastaba V en Guiza (Petrie)
- Inscripciones de la tumba 3504 en Saqqara. Mide 50 por 20 m. y fue excavado por el arqueólogo Inglés Emery en 1953-56, que opinaba que era del alto oficial Sejemka, que sirvió bajo del rey Dyet. Tiene más de 400 cabezas de toro esculpidas en sus paredes.[4]
- Herramientas de cobre de la tumba subsidiaria 387 del recinto de Dyet, Abidos.
- Su nombre se encontró impreso en la tumba T de Umm el-Qaab, Abidos.

## Titulatura
| Titulatura | Jeroglífico | Transliteración (transcripción) - traducción - (referencias) |

| G5 |

| G5 |

| D |

| D |

| D |

| D |

| G5 |

| G5 |

| D |

| D |

| D |

| D |

| i | t | G1 |

| i | t | G1 |

| i | t | G1 |

| i | t | G1 |

| i | t | G1 |

| i | t | G1 |

| i | t | G1 |

| i | t | G1 |

| i | t | G1 |

| i | t | G1 |

| i | t | G1 |

| i | t | G1 |

| i | t | G1 |

| i | t | G1 |

| i | t | G1 |

| i | t | G1 |

### Citas
1. ↑  von Beckerath, op. cit.
2. ↑  Wilkinson: op.cit.
3. ↑   Sancho, José Antonio: I dinastía.
4. 1 2 3  Djet (en inglés)
5. ↑  Clayton: op. cit., pág. 16.